# Schleuse Kummersdorf
Die Schleuse Kummersdorf ist eine Schiffsschleuse im Storkower Kanal, einem Teilabschnitt der Dahme-Wasserstraße. Sie liegt im Ortsteil Kummersdorf, in Storkow (Mark). Für die Schleuse Kummersdorf ist der Außenbezirk Kummersdorf des Wasserstraßen- und Schifffahrtsamtes Spree-Havel zuständig.

## Geschichte
Die Wasserstraßen in der Mark Brandenburg waren bereits im Mittelalter bedeutende Transportwege für Massengüter. Mit dem Ausbau der Dahme-Wasserstraße im 19. Jahrhundert wurde der Neubau mehrerer Schleusen an Staustufen des Flusses notwendig. So auch im Bereich der Schleuse Kummersdorf. Diese wurde zwischen 1862 und 1865 errichtet. In den ersten beiden Jahren wurden pro Jahr bereits 1009 Kähne und 84 Flöße vor allem mit Massengütern wie Getreide, Holz, Torf und Ziegelsteinen geschleust. Die Wasserstraße wurde im großen Maße für Holztransporte in Richtung Berlin genutzt. Ursprünglich wurde die Wasserstraße für Kähne nach dem Finowmaß ausgelegt. Kurz vor Ende des Zweiten Weltkriegs wurde die Schleuse gesprengt. In den Jahren 1966 und 1967 erfolgte eine Sanierung der Schleuse. Nach Angaben der Wasser- und Schifffahrtsverwaltung des Bundes passieren derzeit jährlich etwa 10.000 Sport- und Freizeitboote und Fahrgastschiffe die Schleuse.

## Bauwerk
Die Schleuse Kummersdorf liegt am Gewässerkilometer 10,25 der Storkower Gewässer (SkG). Vom Wolziger See kommend ist die Schleuse Kummersdorf die erste Schleuse im Storkower Kanal. Die heutige nutzbare Länge der Schleusenkammer beträgt 34,25 Meter und die Kammerbreite 5,31 Meter. Die mittlere Fallhöhe wird mit 1,17 Meter angegeben. Beide Häupter sind mit Stemmtoren ausgestattet. 